# Haftanstalt Oslo

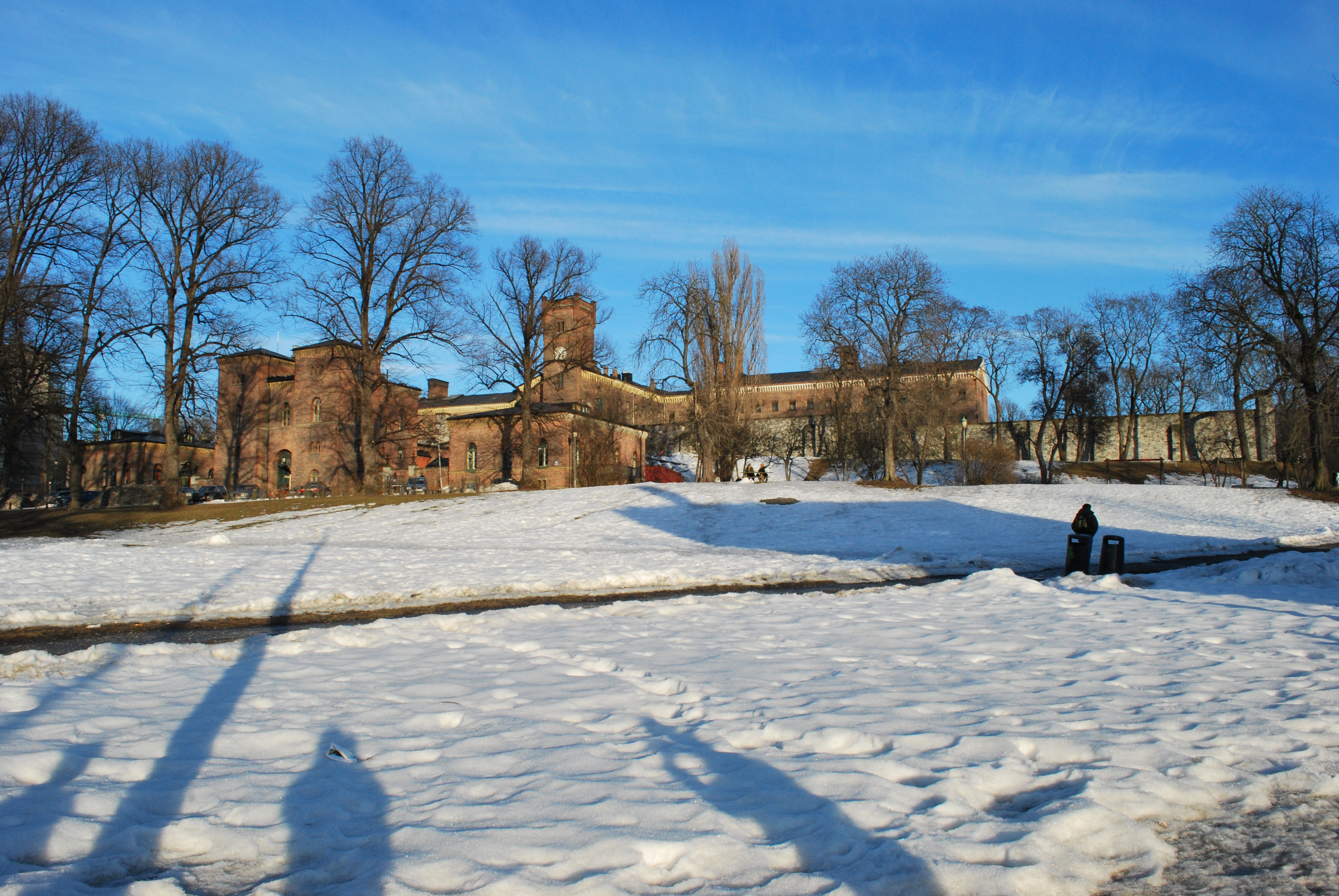
Das Osloer Gefängnis mit den alten Botsfengslet im Winter vom Weg des Grønland-Park – Botspark aus gesehen. Im Hintergrund ist das derzeitige Gefängnisgebäude zu sehen.

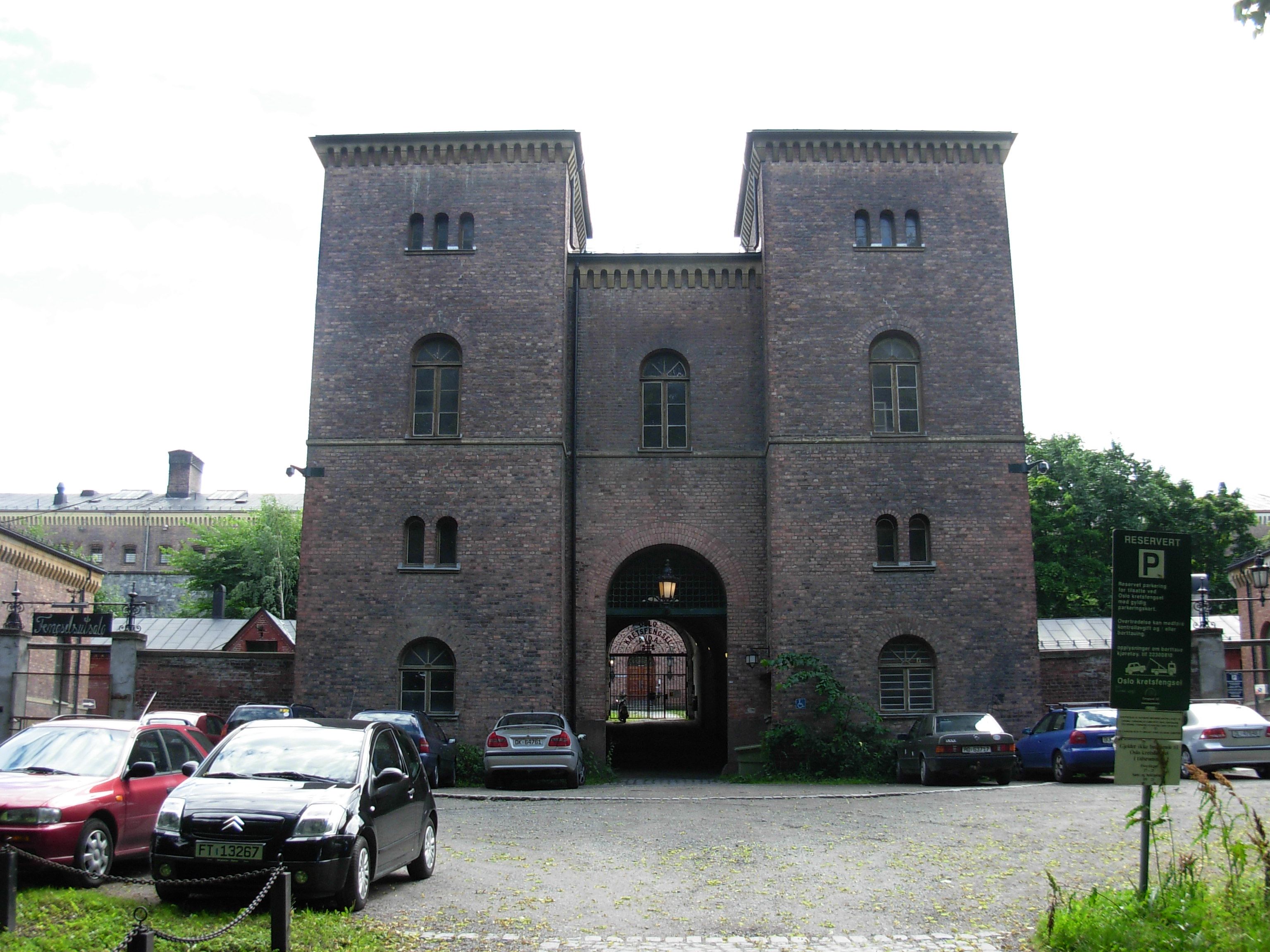
Der Haupteingang des alten Botsfengslet ist derzeit der Eingang zur Haftanstalt für Mitarbeiter und Besucher.

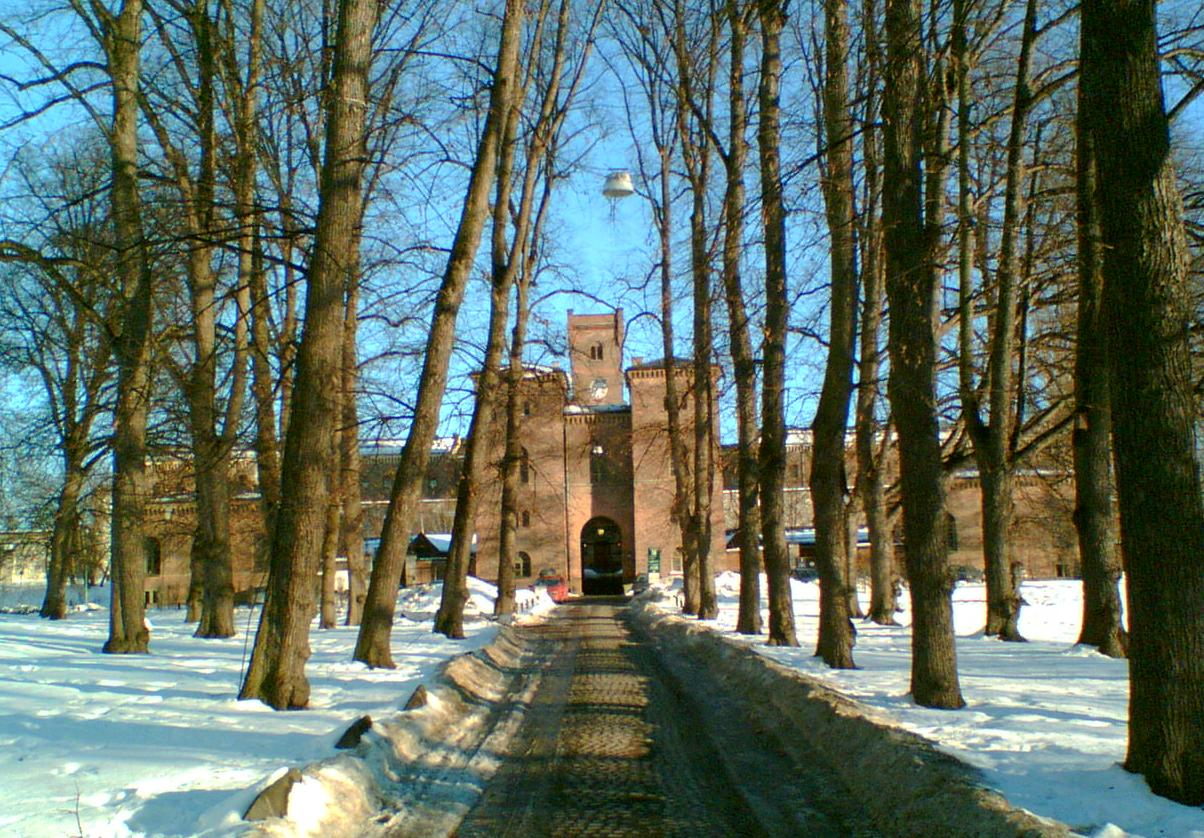
Die heutige Egon Olsen allé. Den Weg vom Gefängnis vom ehemaligen Haupttor ging Egon Olsen aus der norwegischen Olsenbande oft.

Die Haftanstalt Oslo bzw. das Osloer Gefängnis (Oslo fengsel) ist Norwegens größtes Gefängnis mit 392 Insassen und 367 Mitarbeitern. Das Gefängnis gehört zum Strafvollzug der Region Ost (Kriminalomsorgen Region Øst) und liegt im Stadtteil Grønland von Oslo in der Åkebergveien 11, 0134 Oslo, wo sich in unmittelbarer Nachbarschaft auch eine Polizeistation befindet.

## Geschichte
Um 1841 verabschiedete das norwegische Parlament einen Beschluss zum Bau mehrerer neuer Gefängnisse und bewilligte dafür die entsprechenden Mittel, wovon auch das Botsfengselet in Christiania errichtet werden konnte. Dieser Beschluss beruhte auf einem Vorschlag der Norwegischen Strafrechtskommission von 1837. Die Arbeiten dazu begannen 1844 und das Gefängnis wurde 1851 in Betrieb genommen. Die Haftanstalt hatte zum Zeitpunkt der Eröffnung eine Kapazität von 240 Gefangenen. Das Gefängnis wurde nach dem „Philadelphia-System“ betrieben, was bedeutete, dass die Inhaftierten in Einzelhaft streng isoliert wurden.
Die ersten Gebäude des damaligen Gefängnisses, des Botsfengselet, wurden von dem deutsch-norwegischen Architekten Heinrich Ernst Schirmer gebaut. Das Botsfengselet bestand damals aus einem Hauptgebäude mit drei Flügeln. 1886 wurde die Anlage um eine Gefängniskirche mit einem separaten Flügel erweitert, die von dem norwegischen Architekten Jacob Wilhelm Nordan gebaut wurde. Ab 1935 kamen noch das ehemalige Brauereigebäude der Osloer «Aktiebryggeriet» (Aktienbrauerei) und später noch weitere Flächen dazu. Das ehemalige Gefängnis wurde 1975, nach Fertigstellung von entsprechenden Erweiterungsbauten am Standort des Botsfengselet und dem Abschluss der Umbaumaßnahmen, ein Teil des Osloer Bezirksgefängnisses, aus dem das heutige Osloer Staatsgefängnis hervorging.
Der historische Gefängnisbau des Botsfengselet ist seit dieser Zeit denkmalgeschützt. Rund um das Botsfengselet liegt der Grønland-Park bzw. Bots-Park (Grønlands park – Botsparken).

## Abschnitte

### Abschnitt A, «Botsen»
Die Abteilung besteht aus dem alten Botsfengselet ursprünglicher Schreibweise: Bodsfængslet, im Volksmund auch „Bodsen“ bzw. „Botsen“ genannt, das 1851 eröffnet wurde und bis 1970 als Gefängnis diente. Das „Bodsen“ wurde nach dem Umbau und weiteren Erweiterungsbauten ab 1975 ein Teil des neuen Osloer Bezirksgefängnisses. Die Abteilung besteht aus einem großen Hauptgebäude mit sternförmig in Fächerform ausgerichteten Gebäudeflügeln sowie einigen kleineren Gefängnismauern bzw. Dämmen, die alle aus Ziegelmauerwerk gebaut sind. Das Eingangsgebäude des alten Botsfengselet erlangte in Norwegen große Bekanntheit durch die norwegischen Olsenbande-Filme. Der Protagonist dieser Filme, Egon Olsen (dargestellt von Arve Opsahl), hatte hier quasi seinen zweiten Wohnsitz und marschierte bei seiner Freilassung durch das Haupttor und wurde hier stets von seinen Kumpanen Benny und Kjell in der Allee zum Eingang empfangen. Die Allee vor dem Gefängnis wurde im April 2017 nach dem Hauptakteur der Olsenbande offiziell als Egon Olsen allé benannt.
Das alte Botsfengelet beherbergt derzeit teilweise den Eingang zum Anschnitt „Bayer“ an der Åkebergveien und wird dazu als Haupteingang genutzt. Der direkte Eingang zur Abteilung A kann nur noch von Mitarbeitern der Haftanstalt und von Besuchern genutzt werden. Das Gitterportal am inneren Ende des Durchganges am ehemaligen Haupteingang ist ein beliebtes Motiv in Literatur, Film und für Fotos.
Seitlich zum alten Haupteingang befinden sich noch zwei Häuser: die ehemalige Wohnung des Gefängnisarztes (linke Seite) und das Haus des Gefängnisdirektors (rechts). An die Rückseite dieses Gebäudes grenzt ein langes, niedriges Haus, das einst unter anderem als Stall diente. Heute befindet sich dort der Laden „Benny Butikk“, der Erzeugnisse der Gefangenen verkauft. Auf der linken Seite liegt der Betriebskindergarten „Egon Barnehave“ für die Mitarbeiter im Gefängnis und für die Angestellten der nahen Polizeistation, die sich auf der rechten Seite befindet.

### Abschnitt B, «Bayeren»

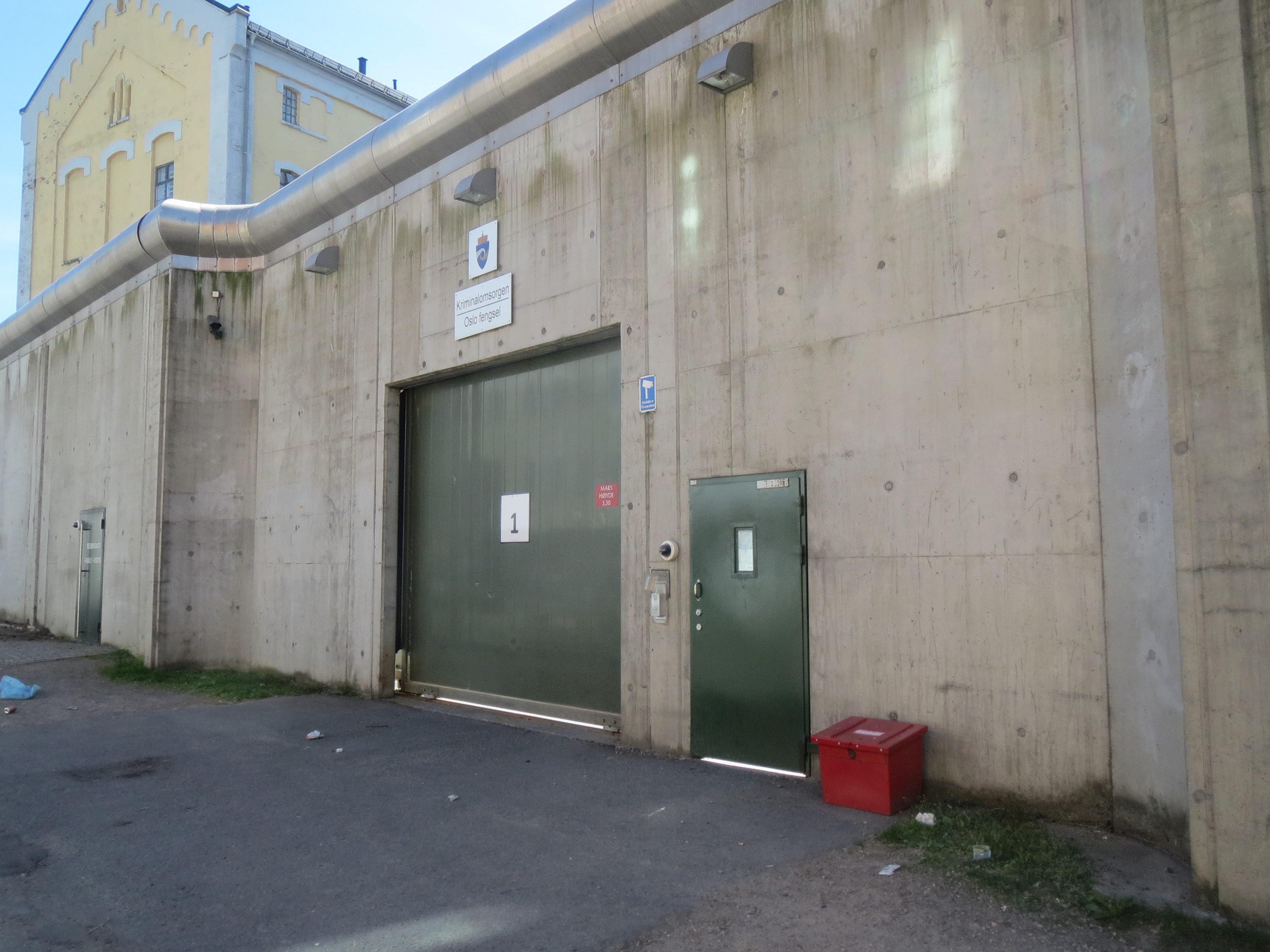
Eintritt in Haftanstalt Oslo, Abschnitt B/«Bayeren»

Die Abschnitt B wurde 1934 dem bestehenden Gefängnis angegliedert. Zuvor wurden die Räumlichkeiten als Brauerei «Christiania Aktie Ølbryggeri» (Christiania-Aktien-Bierbrauerei) genutzt. Diese bestand dort von 1872 bis 1925. Anschließend wurde sie als «Aktiebryggeriet» (Aktienbrauerei) in Oslo von 1925 bis 1931 noch weitergeführt. Damals wurden die Biersorten Landsøl (Landbier) und Bayerøl (Bayerbier) produziert. In Anlehnung an die Biersorte Bayerøl – ein Bier nach bayerischer bzw. deutscher Brauart – bildete der Volksmund die noch aktuelle Bezeichnung «Bayeren» für den Gefängnisabschnitt B.
Der Abschnitt B umfasst zehn Abteilungen. Die Abteilungen von 1 bis 10 haben unterschiedliche Haftbedingungs-Profile, die sich an den Vorstrafen und den Charakteren der Insassen orientieren. Der Abschnitt B ist in die Blöcke A und D aufgeteilt.

### Abschnitt C, «Stifinner'n»
In den alten Räumen des ehemaligen Gefängniskrankenhauses liegt jetzt der Abschnitt C. In diesen Räumlichkeiten werden seit 1992 bis derzeit Inhaftierte mit Drogenproblemen und Suchtkrankheiten untergebracht. In einer drogenfreien Umgebung und durch gezielte Angebote soll hier die weitere Entwicklung der Insassen und ihre Lösung von den Suchtabhängigkeiten erreicht werden. Die betreffenden Bereiche im „Stifinner'n“ werden vom Osloer Gefängnis in Zusammenarbeit mit der norwegischen Behandlungs- und Rehabilitationsklinik Tyrilistiftelsen betrieben.

## Auszeichnungen
Das Osloer Gefängnis erhielt am 3. Februar 2005 seine erste Auszeichnung für vorbildliche Strafvollzugsbedingungen.